# Jean-Desiré Govaerts
Jean-Desiré Govaerts (Schoten, 1 september 1938) is een Belgisch voormalig wielrenner.

## Carrière
Govaerts was gedurende drie jaar profrenner en behaalde een aantal medailles op het nationaal kampioenschap op de baan. Hij nam in 1960 deel aan de Olympische Spelen waar hij zevende werd in de 1km tijdrit.

## Erelijst
| Jaar     | BK              | EK       | WK       | Overige                   |
| Amateurs | Amateurs        | Amateurs | Amateurs | Amateurs                  |
| -------- | --------------- | -------- | -------- | ------------------------- |
| 1957     | Sprint          |          |          |                           |
| 1958     |                 |          |          |                           |
| 1959     | Sprint          |          |          |                           |
| 1960     | Sprint (winter) |          |          | Olympische Spelen: 7e 1km |
| 1961     | Omnium          |          |          |                           |